# Point Blank (Nailbomb)
Point Blank is het enige studio-album van de heavy-metal band Nailbomb. Het werd uitgebracht op 8 maart, 1994, onder de platenmaatschappij Roadrunner Records. Deze band was een zijproject van Max Cavalera en Alex Newport in midden jaren 90. Een deel van het lied "Wasting Away", dat staat op dit album, werd gespeeld in de film To Die For, uit 1995.
Op de albumhoes is er een vrouwelijke Vietnamese burger te zien, die onder schot word gehouden met een geweer van een Amerikaanse soldaat. Deze foto werden door Max Calvalera en Alex Newport verkregen van de Alternative Associated Press. Cavalera sprak uit dat zij een gelijkmatige cover als die van Rage Against the Machine's zelfgetitelde album wilde creeëren. Op de cover van het album van Rage Against the Machine was de zelfverbranding van de monnik Thích Quảng Đức te zien. Volgens Cavalera zou de vrouw, na het nemen van de foto voor het album Point Blank nog in leven zijn.
Point Blank werd in zijn geheel voor het eerst live gespeeld in 2017 door Cavalera en zijn band Soulfly, meer dan 20 jaar na de release van het album en het stoppen van de band. Newport's delen werden gespeeld door Cavalera's zoon Igor Amadeus Cavalera.

## Tracklist
| 1.                 | Wasting Away | 3:06  |
| 2.                 | Vai Toma no Cú | 4:47  |
| 3.                 | 24 Hour Bullshit | 3:54  |
| 4.                 | Guerrillas | 4:26  |
| 5.                 | Blind and Lost | 1:54  |
| 6.                 | Sum of Your Achievements | 2:42  |
| 7.                 | Cockroaches | 5:10  |
| 8.                 | For Fuck's Sake | 5:44  |
| 9.                 | World of Shit | 4:13  |
| 10.                | Exploitation (Cover van de Engelse band Doom) | 2:28  |
| 11.                | Religious Cancer | 5:09  |
| 12.                | Shit Piñata | 1:09  |
| 13.                | Sick Life (Het lied "Sick Life" eindigt op 6:31. Na 10 minuten van stilte, op 16:31, begint een niet-getitelde en geïmproviseerde verborgen compositie.) | 17:51 |
| Totale duur: 62:38 | |       |

### Bonus tracks
Op 24 februari 2004 werd een geremasterde versie uitgebracht, met notities extra tracks:

| 14.                | While You Sleep, I Destroy Your World           | 5:06 |
| 15.                | Zero Tolerance                                  | 6:34 |
| 16.                | Wasting Away (live)                             | 3:03 |
| 17.                | Guerillas (live)                                | 3:27 |
| 18.                | Cockroaches (live)                              | 4:06 |
| 19.                | Police Truck (live; East Bay Ray, Jello Biafra) | 3:08 |
| Totale duur: 76:19 |                                                 |      |